# Анна фон Лойхтенберг
Анна фон Лойхтенберг (на немски: Anna von Leuchtenberg; * ок. 1327 в Лойхтенберг, Бавария; † 11 юни 1390) e ландграфиня от Лойхтенберг и чрез женитба графиня на Хоенлое-Вайкерсхайм.

## Произход
Тя е третата дъщеря на ландграф Улрих I фон Лойхтенберг († 1334) и втората му съпруга Анна фон Нюрнберг († сл. 1340), дъщеря на бургграф Фридрих IV фон Нюрнберг (1287 – 1332) и съпругата му принцеса Маргарета от Каринтия (1290 – 1348). Сестра е на Улрих II (* 1328; † 1378) и Йохан I (1330; † 1407).

## Фамилия
Анна фон Лойхтенберг се омъжва пр. 12 март 1340 г. за граф Крафт III фон Хоенлое-Вайкерсхайм (* 1328; † 16 ноември 1371), син на граф Крафт II фон Хоенлое († 1344) и съпругата му Аделхайд Мехтхилд фон Вюртемберг († 1342). Те имат девет деца:
- Крафт IV (* пр. 1351; † 24 ноември 1399), женен I. пр. 28 октомври 1370 г. за Агнес фон Цигенхайн († пр. 23 март 1374), II. пр. 23 март 1374 г. за Елизабет фон Спонхайм († 1381)
- Готфрид III († 13 септември 1413), катедрален приор в Трир 1385 г., от 1400 г. монах в Енгелцел близо до Пасау
- Улрих († 6 декември 1407), в свещен орден във Вюрцбург и Шпайер 1383 г., но 1392 г. е екскомунициран
- Йохан/Ханс († 23 септември 1381), дякон в Йоринген
- Албрехт I (* 1371; † 15 юни 1429), женен пр. 11 февруари 1413 г. за Елизабет фон Ханау († 1475)
- Фридрих († 14 януари 1397), губернатор на катедралните приори във Вюрцбург 1385 г.
- Георг († 8 август 1423), архдякон във Вюрцбург 1385 г., епископ на Пасау (1388 – 1423)
- Анна († 1 юни 1434), омъжена I. пр. 15 март 1388 г. за Конрад II фон Хоенлое-Браунек († 1390), II. между 26 август и 11 ноември 1396 г. за Конрад IX фон Вайнсберг († 1448)
- Аделхайд († 6 ноември 1370), омъжена 1367 г. за граф Хайнрих IV фон Фюрстенберг († 1408)